# رينيه أوهاشي
رينيه أوهاشي (بالإنجليزية: Rene Ohashi)‏ (و. القرن 20  م) هو مصور سينمائي كندي.

## وصلات خارجية
- رينيه أوهاشي على موقع IMDb (الإنجليزية)
- رينيه أوهاشي على موقع ألو سيني (الفرنسية)
- رينيه أوهاشي على موقع أول موفي (الإنجليزية)
- رينيه أوهاشي على موقع قاعدة بيانات الأفلام السويدية (السويدية)
- رينيه أوهاشي على موقع قاعدة بيانات الفيلم (الإنجليزية)
- رينيه أوهاشي على موقع كينوبويسك (الروسية)